# La decima sinfonia
La decima sinfonia (La Dixième Symphonie) è un film muto del 1918 diretto da Abel Gance.

## Trama
La ricca orfana Eve Dinant viene sedotta dal malvagio Fred Rice, ma ben presto capisce con chi ha a che fare e decide di lasciarlo. Un paio d'anni più tardi incontra il compositore Enric Damor col quale si sposa. La figlia di Enric, Claire, conosce per caso Fred e se ne innamora. Quest'ultimo è deciso a sposare la ragazza ma Eve è determinata a non far celebrare il matrimonio e ne parla a Enric. Una vecchia lettera farà insospettire il compositore sul rapporto tra Fred e Eve, che piuttosto che rivelare il suo passato confessa, mentendo, di amarlo ancora. Enric è devastato e cerca di sublimare la sua sofferenza per creare il suo capolavoro, la Decima Sinfonia. Fred vuole che Eve torni con lui e scrive una lettera a Claire in cui annulla il fidanzamento. Intenzionata a vendicarsi, Claire si reca da Fred e lo minaccia con una pistola ma Eve cerca di dissuaderla. Fred tira fuori la sua pistola e dopo averla puntata verso le due donne la rivolge verso se stesso e si uccide. Eve può finalmente tornare dal suo amato Enric.

## Distribuzione
Seppur prodotto nel 1917, il film venne distribuito nelle sale cinematografiche francesi dalla Pathé Frères solo nel novembre 1918 a causa della prima guerra mondiale. In seguito è stato proiettato nell'ambito di una retrospettiva su Abel Gance al New York Film Festival del 1967 e in occasione del Festival del cinema muto di Varsavia del 2008.

### Date di uscita
- 1º novembre 1918 in Francia (La Dixième Symphonie)
- 4 maggio 1920 in Portogallo (A Décima Sinfonia)
- 6 dicembre in Ungheria (A tizedik szimfónia)

## Critica
All'uscita del film, il regista e critico francese Louis Delluc definì La decima sinfonia «un'opera degna di questo nome. Ha un carattere, un'idea, una vita propria. Si sente che è il film di qualcuno. Ogni cosa si trova nel suo giusto posto, tutto è equilibrato. Gli uccelli, i fiori, le musiche, le stoffe, che dettagli e quanta grazia. Si ha la sensazione di vivere l'intimità di ogni personaggio». Lo storico del cinema Kevin Brownlow affermò che «le immagini sono utilizzate per creare personaggi, descrivere pensieri, fornire metafore e non semplicemente per rappresentare gli avvenimenti».